# Campeonato Paraibano de Futebol de 2005 - Segunda Divisão
A Segunda Divisão do Campeonato Paraibano de Futebol de 2005 foi a 21 ª edição da segunda divisão do campeonato paraibano, organizado e dirigido pela Federação Paraibana de Futebol. Contou com a participação de 9 times, divididos em dois grupos segundo localização geográfica. Ao final o Esporte Clube de Patos, foi campeão e conquistou o acesso à primeira divisão do ano seguinte, juntamente com a Associação Desportiva Guarabira, segunda colocada

## Modo de disputa
O Campeonato foi disputado em sistema de pontos corridos com jogos de ida e volta em duas fases. Na primeira fase os grupos foram divididos em dois grupos, "A" e "B", classificam-se os dois primeiros colocados de cada grupo para a fase final.
Na fase final todos jogavam contra todos, aquele que fizesse a maior pontuação seria o campeão da segunda divisão daquele ano e juntamente com o segundo maior pontuador desta fase, classificava-se para a primeira divisão do ano seguinte.

## Participantes
| Equipe       | Cidade         | Estádio                      |
| ------------ | -------------- | ---------------------------- |
| Auto Esporte | João Pessoa    | Almeidão (35.000)            |
| Cruzeiro     | Itaporanga     | Zezão (3.000)                |
| Esporte      | Patos          | José Cavalcante (5.000)      |
| Guarabira    | Guarabira      | Sílvio Porto (4.000)         |
| Leonel       | Campina Grande | Amigão (35.000)              |
| Picuí        | Picuí          | Amauri Sales de Melo (1.500) |
| Sabugy       | Santa Luzia    | Machadão (4.000)             |
| Santos       | João Pessoa    | Almeidão (35.000)            |
| Serrano      | Campina Grande | Amigão (35.000)              |